# Benjamin-Franklin-Medaille (Royal Society of Arts)
Die Royal Society of Arts Benjamin Franklin Medal wurde im Jahre 1956 zum 250. Geburtstag von Benjamin Franklin und dem 200. Jahrestag seiner Mitgliedschaft zur Royal Society of Arts ins Leben gerufen. 
Die Medaille wird von der Royal Society of Arts vergeben an Individuen, Gruppen und Organisationen, die tief greifende Anstrengungen im anglo-amerikanischen Verständnis in Gebieten machten, die eng mit der Agenda der Royal Society of Arts verbunden sind. Sie wird auch an jene verliehen, die Beiträge zu Weltfragen liefern, die durch die Verbindung zwischen den USA und Großbritannien zustande kamen.
Die Medaille wird jährlich verliehen, immer abwechselnd an die USA und Großbritannien.

## Ausgezeichnete
- 1957: Frederic Calland Williams
- 1958: Sir Peter Ustinov
- 1959: H G Nelson MA MICE MIMechE MIEE, managing director of The English Electric Company Limited
- 1960: Robert Nicholson, FSIA exhibition and interior designer
- 1961: Alick Dick
- 1962: The Lord Rootes GBE, Mitbegründer der Rootes-Gruppe
- 1963: John Hay Whitney
- 1964: Sir Evelyn Wrench
- 1965: Paul Mellon
- 1966: Sir Denis William Brogan
- 1967: Detlev Bronk
- 1968: Peter Wilson
- 1969: Louis Booker Wright
- 1970: Sir Denning Pearson
- 1971: David Bruce
- 1972: Sir William Walton
- 1973: Alistair Cooke
- 1974: Dame Margot Fonteyn Arias DBE
- 1975: Wilmarth Sheldon Lewis
- 1976: Rt Hon Harold Macmillan
- 1977: James William Fulbright
- 1978: Ivor Armstrong Richards
- 1979: Professor Henry-Russell Hitchcock
- 1980: Sir Bernard Lovell OBE FRS
- 1981: Lincoln Kirstein
- 1982: The Lord Sherfield GCB GCMG Diplomat
- 1983: Lewis Mumford
- 1984: The Lord Gordon Richardson of Duntisbourne
- 1985: Harry L. Hansen
- 1986: Sir David Wills CBE TD DL
- 1987: Kingman Brewster
- 1988: Professor Esmond Wright
- 1989: Sam Wanamaker
- 1990: Sir David Attenborough
- 1991: Edward Streator
- 1993: Robert Venturi und Denise Scott Brown
- 1994: Sir John Marks Templeton
- 1995: The Honorable Raymond G. H. Seitz
- 1996: Sir David Puttnam
- 1997: William Hewlett
- 1998: Sir Alex Trotman
- 1999: Senator George J. Mitchell
- 2000: Dame Judi Dench
- 2001: Ambassador Philip Lader
- 2002: Dame Marjorie Scardino
- 2003: General Colin Powell
- 2004: Jonathan Ive
- 2005: Amory Lovins
- 2008: Ken Robinson
- 2009: Elizabeth Gould
- 2010: Jonathan Israel
- 2011: Lawrence W. Sherman
- 2013: Walter Isaacson
- 2015: Chris Anderson
- 2016: Wendy Kopp